# Ruth Springer
Ruth Springer (gebürtig Ruth Hansen, auch Ruth Springer-Andersen; * 23. Juli 1946 in Husum) ist eine ehemalige deutsche Politikerin (SPD).

## Leben
Ruth Springer absolvierte eine Ausbildung zur Industriekauffrau. Sie besuchte das Abendgymnasium, studierte Pädagogik, Mathematik und Physik, wurde Lehrerin und war einige Jahre an einer Realschule tätig. Im Jahr 1972 trat sie in die SPD ein. Von 1976 bis 1978 war sie Landesvorsitzende der Jungsozialisten in Schleswig-Holstein.
Im Jahr 1983 wurde sie im Landtagswahlkreis Kiel-Süd in den Landtag Schleswig-Holsteins gewählt. Das Mandat errang sie in den Jahren 1987 und 1988 erneut in direkter Wahl; im Jahr 1992 wurde sie im Wahlkreis Kiel-Südwest gewählt. Sie gehörte verschiedenen Ausschüssen an.
Sie war Mitglied des Ersten Untersuchungsausschusses der 13. Wahlperiode, der die so genannte Schubladenaffäre als Folge der Barschel-Affäre von 1987 untersuchte. Aus dem Ausschuss erklärte sie im März 1995 ihren Rücktritt, nachdem die Zeitschrift Tango Inhalte von abgehörten Telefonaten von Klaus Nilius, dem Pressesprecher der SPD-Fraktion, veröffentlicht hatte, darunter auch eines mit Ruth Springer. Darin soll sie die Überlegungen angestellt haben, Reiner Pfeiffer, dem Auslöser der Barschel-Affäre, anonym raten zu lassen, sich zum Betroffenen zu erklären, um vor dem Untersuchungsausschuss nicht wahrheitsgemäß aussagen zu müssen.
Im Jahr 1997 wurde Ruth Springer Direktorin des nordrhein-westfälischen Landesinstituts für Schule und Weiterbildung in Soest. Von dort wechselte sie als General Manager zum Institut für Schulentwicklungsforschung der Technischen Universität Dortmund.